# Meine wunderbare Familie
Meine wunderbare Familie è una serie televisiva  tedesca prodotta dal 2008 al 2010 da UFA Serial Drama e andata in onda sull'emittente ZDF. Protagonisti della serie sono Katja Wedhorn, Patrick Fichte, Alicia von Rittberg (poi sostituita da Teresa Klamert) e Paul Zerbst; altri interpreti principali sono Claudia Rieschel e Thomas Fritsch.
La serie si compone di 7 episodi in formato di film TV- Il primo episodio, intitolato Die zweite Chance, venne trasmesso in prima visione il 12 marzo 2008 ; l'ultimo, intitolato Meine wunderbare Familie... in anderen Umständen, venne trasmesso in prima visione il 7 novembre 2010.

## Trama
Protagonisti delle vicende sono Hanna Sander, una donna divorziata e madre di una ragazza di 13 anni di nome Lilly, e Jan Kastner, un uomo rimasto vedovo e padre di un bambino di 8 anni di nome Tim: i due, dopo essersi letteralmente "scontrati" nel parcheggio di fronte al negozio di torrefazione gestito dall'uomo, iniziano a provare dei sentimenti l'uno per l'altra.

## Episodi
| Nr | Titolo originale                                 | Titolo italiano | Prima TV Germania | Prima TV Italia |
| -- | ------------------------------------------------ | --------------- | ----------------- | --------------- |
| 1  | Die zweite Chance                                | inedito         | 12 marzo 2008     | inedito         |
| 2  | Einmal Ostsee und zurück                         | inedito         | 16 marzo 2008     | inedito         |
| 3  | Alle unter einem Dach                            | inedito         | 25 gennaio 2009   | inedito         |
| 4  | Hochzeitsvorebereitungen                         | inedito         | 1 febbraio 2009   | inedito         |
| 5  | Meine wunderbare Familie in Costa Rica           | inedito         | 19 aprile 2009    | inedito         |
| 6  | Meine wunderbare Familie... auf neuen Wegen      | inedito         | 7 febbraio 2010   | inedito         |
| 7  | Meine wunderbare Familie... in anderen Umständen | inedito         | 28 aprile 2011    | inedito         |

## Ascolti
In Germania, l'episodio più seguito della serie è stato il secondo, andato in onda il 16 marzo 2008, che fu visto da 6,65 milioni di telespettatori, con uno share del 18,6%.